# Reinaldo Figueroa
Reinaldo Figueroa – chilijski judoka.
Brązowy medalista mistrzostw panamerykańskich w 1982 roku.